# Burgstein
Burgstein est une ancienne commune de Saxe (Allemagne), située dans l'arrondissement du Vogtland, dans le district de Chemnitz dont les Ortsteile font partie de la commune de Weischlitz depuis 2011.